# دیگو نووارتی
دیگو نووارتی (انگلیسی: Diego Novaretti؛ زادهٔ ۹ مهٔ ۱۹۸۵) بازیکن فوتبال اهل آرژانتین است.
از باشگاه‌هایی که در آن بازی کرده‌است می‌توان به باشگاه لئون و باشگاه ورزشی لاتزیو اشاره کرد.